# Дуб кермесовый
Дуб кермесовый (лат. Quercus coccifera) — вечнозелёный вид дуба (Quercus) семейства буковых (Fagaceae), типичный для маквиса и гариги в Средиземноморье. Кустарник, растущий до 4 метров в высоту и до 4 метров в диаметре.

## Распространение
Растёт в Южной Европе, Северной Африке и Передней Азии в бассейне Средиземного моря. Растёт на севере Алжира, на севере Ливии, в Тунисе. Образует маквис на равнинах в прибрежной и внутренних частях Марокко. Образует гаригу в горах Серра-ди-Синтра на юге Португалии. Растёт в Испании, включая Балеарские острова. Образует гаригу и маквис на юго-востоке Франции. Растёт в Албании, Хорватии, Черногории, Италии, включая Сардинию и Сицилию, на западе Боснии и Герцеговины. Растёт на юго-востоке Республики Македонии.  Образует заросли шибляка в предгорьях и на южных склонах гор Рилы, Пирина, восточных частей Родоп на юге Болгарии. Образует маквис в южной части Греции, включая Крит до высот 800–1000 метров. Растёт на Кипре, в Израиле, Иордании, Сирии и Турции. Образует леса на западных склонах хребта Ливана.

## Описание
Небольшое дерево или большой куст, который может достигать 5—18 м высоты, хотя обычно всего 1—3 м, если обгрызается козами. Диаметр ствола может достигать 1 м. Это вечнозелёное растение с листьями с острыми зазубриной, 3—5 см длиной и 1,5—3 см в ширину. Жёлуди 3—4 см длиной и 2—3 см диаметром, вызревают через 18 месяцев после опыления.
Цветёт с апреля по июнь. Вид является однодомным (в пределах одной особи развиваются раздельнополые цветки: либо мужские, либо женские) и опыляется ветром. Предпочитает влажную почву. Вынослив к сильным ветрам, но не переносит морское воздействие.

## Значение и применение
Жёлуди в приготовленном виде съедобны, в размолотом виде добавляются для густоты в соусы и в муку для выпечки хлеба. Жаренные жёлуди заменяют кофе.
Из 20 европейских видов рода кермесов, на дубе кермесовом обитают семь видов, из них широко распространены Kermes ilicis и кермес средиземноморский (Kermes vermilio). Из высушенных насекомых вида Kermes vermilio получали краситель кермес ярко-карминного или алого цвета, дубовую кошениль. Краситель имел большое экономическое значение до замены мексиканской кошенилью (Dactylopius coccus).
Галлы, образуемые в большом количестве насекомыми на дубе, содержат много танинов, являются сильным вяжущим средством и могут использоваться при лечении кровоизлияний, хронической диареи, дизентерии и так далее. Чернильные орешки также могут использоваться в качестве красителя. Кора богата танином. Мульча листьев является репеллентом. Из коры и желудей получают краситель чёрного цвета.

## Таксономия
Описан Карлом Линнеем в 1753 году во втором томе работы Species Plantarum. Известен также был как палестинский дуб, калепринский дуб (Quercus calliprinos), кошенильный дуб. Последнее название произошло от сборного названия некоторых насекомых из отряда полужесткокрылых, именуемых кошенилью и 
дубовым червецом. 
Входит в секцию Cerris, представителем которой является дуб австрийский (Quercus cerris). Секция включает виды, для которых созревание желудей происходит на второй год. Для секции характерны длинные пестики, жёлуди поспевают каждые 18 месяцев и очень горькие. Оболочка желудей изнутри без волосков или слегка волосатая.

### Синонимы
- Ilex aculeata Garsault nom. inval.
- Quercus aquifolia Kotschy ex A.DC.
- Quercus arcuata Kotschy ex A.DC.
- Quercus brachybalanos Kotschy ex A.DC.
- Quercus calliprinos Webb — дуб калепринский
- Quercus chainolepis Kotschy ex A.DC.
- Quercus consobrina Kotschy ex A.DC.
- Quercus cretica Raulin ex A.DC. nom. inval.
- Quercus dipsacina Kotschy ex A.DC.
- Quercus dispar Kotschy ex A.DC.
- Quercus fenzlii Kotschy
- Quercus inops Kotschy ex A.DC.
- Quercus mesto Boiss.
- Quercus palaestina Kotschy
- Quercus pseudococcifera Desf.
- Quercus pseudorigida Kotschy ex A.Camus
- Quercus recurvans Kotschy ex A.DC.
- Quercus rigida Willd.
- Quercus rivasmartinezii (Capelo & J.C.Costa) Capelo & J.C.Costa
- Quercus sibthorpii Kotschy ex Boiss.
- Quercus valida Kotschy ex A.DC.
- Scolodrys rigida (Willd.) Raf.